# Garrulus lanceolatus
Garrulus lanceolatus е вид птица от семейство Вранови (Corvidae).

## Разпространение
Видът е разпространен в Афганистан, Индия, Непал и Пакистан.